# A narai szarvasok
A Narában élő japán szarvasokat (szikaszarvas, シカ, 鹿) szent állatként tisztelik.
„A szentélyhez közeledve, számos szarvas jelent meg a reggeli sötétségben. Ez egy jel az istenektől és egy jó ómen. Az emberek azt mondják, ha valaki összetalálkozik velük, ki kell szállnia a kocsijából és meghajolnia előttük.” – Kudzso Kanezane nemes, Gjokujo c. naplójából (12. század).

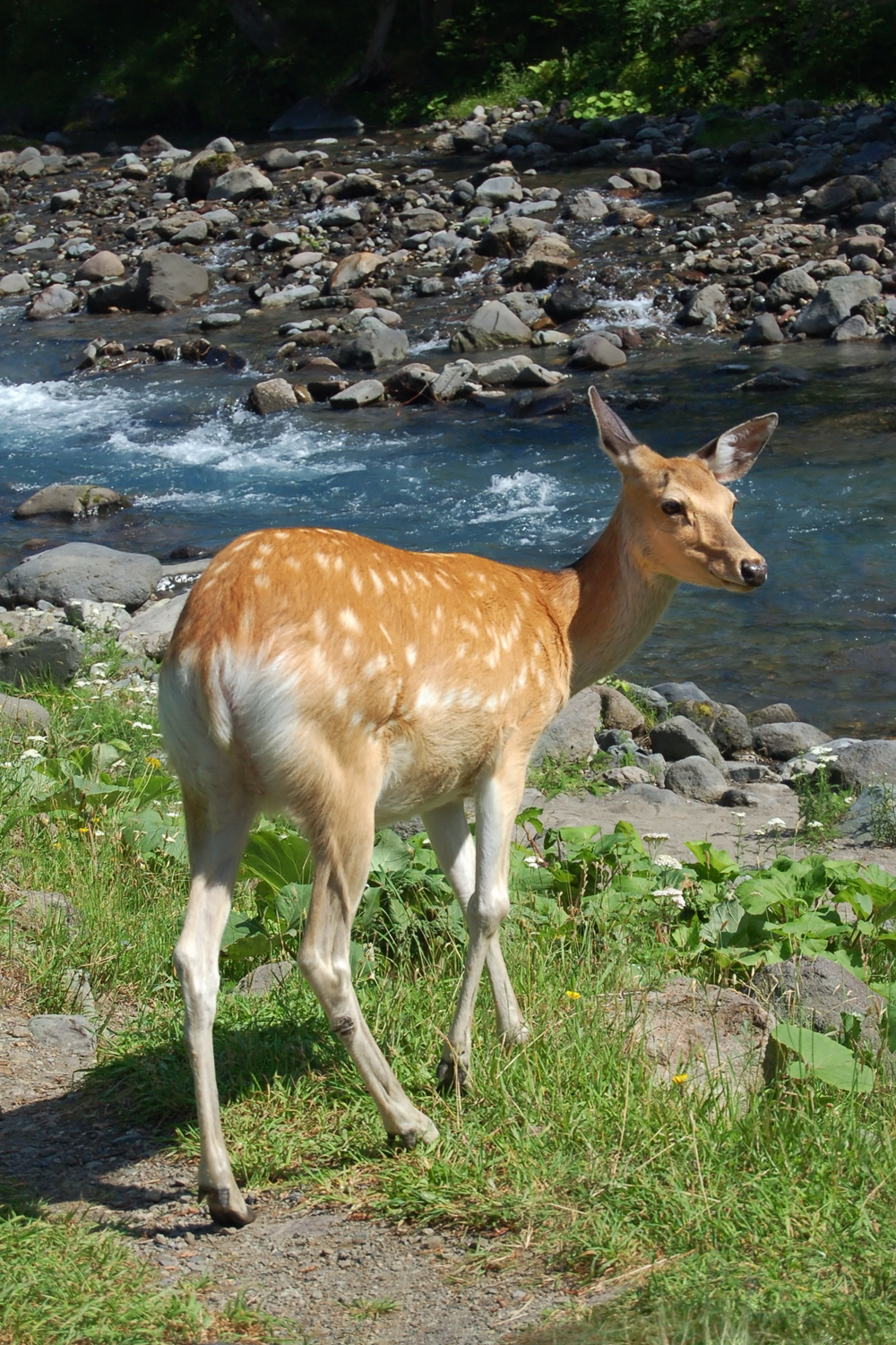

## Jellemzők
A szarvasfajták többsége elveszíti fehér pöttyös mintáját, amint érett korba lép, de a japán szarvasok nem. Területenként eltérő lehet a pöttyök formája, élénksége és a bunda alapszíne is, mely a mahagónitól a feketéig terjedhet. Télen sötétebb színt öltenek, nyáron világosabbat.
Méretüket tekintve közepes nagyságú növényevők, ám magasságuk is alfajonként és területenként változó. A hímek nagyobbak a nőstényeknél. 50–180 cm magasak is lehetnek. Súlyuk 50–109 kg között mozog nemtől és alfajtól függően. A hímek felfelé álló agancsot viselnek, melyek 28–80 cm hosszúak lehetnek, szintén alfajtól függően. A nőstények homlokán kis fekete dudor látható.

## Előfordulása Japánban
A Vakakusza hegy lábánál, Nara városban található a Nara Park, melyben több mint 502 hektáron szabadon élhetnek ezek a szarvasok. Ebbe beletartozik a Tódaidzsi, a Kófukudzsi és a Kaszuga szentély. Ezen kívül több kisebb városban is előfordulnak.

## Legenda
Egy helyi legenda szerint a Kaszuga szentély négy istensége közül az egyik, Takemikazucsi-no-mikoto, meglátogatta Nara területét. A Mikasza-jama hegyen jelent meg, és a történet szerint egy fehér szarvas hátán érkezett. Innentől kezdve szent állatként tisztelték, és ha valaki megölt egyet, az borzasztóan nagy bűncselekménynek számított, így az életével kellett fizetnie. A feljegyzések szerint 1637-ig életben volt ez a törvény.
A második világháború után megfosztották őket szent titulusuktól, és pusztán természeti kincsként tartották őket számon. Évszázadokon át szelídítették ezeket a szarvasokat, így egyáltalán nem riadnak meg az emberektől. A Nara Parkban külön „szarvaskekszet” lehet vásárolni, amivel a látogatók etethetik őket. Néhány szarvas megtanulta, hogy meghajlással kell üdvözölni az embereket, és így ételt kérni tőlük.